# Contea di Loudoun
La contea di Loudoun (in inglese Loudon County) è una contea dello Stato della Virginia, negli Stati Uniti. La popolazione al censimento del 2000 era di 169 599 abitanti. Il capoluogo di contea è Leesburg.

## Geografia antropica

### Suddivisioni amministrative

#### Città incorporate
| - Hamilton - Hillsboro - Leesburg - Lovettsville | - Middleburg - Purcellville - Round Hill |

#### Comunità non incorporate
| - Airmont - Aldie - Arcola - Ashburn - Belmont - Bloomfield - Bluemont - Brambleton - Britain - Broadlands - Conklin - Dover | - Dulles - Elvan - Eubanks - Gleedsville - Georges Mill - Gilberts Corner - Howardsville - Lansdowne - Leithtown - Lenah - Lincoln - Loudoun Heights | - Lucketts - Morrisonville - Mount Gilead - Neersville - Oak Grove - Oatlands - Paeonian Springs - Paxson - Philomont - Potomac Falls - Potomac Green - Randolph Corner | - River Creek - Ryan - Saint Louis - Scattersville - Silcott Spring - South Riding - Sterling - Sterling Park - Stewartown - Stone Ridge - Stumptown - Sycolin | - Taylorstown - Telegraph Spring - Trapp - Unison - Virts Corner - Waterford - Watson - Waxpool - Wheatland - Willard - Willisville - Woodburn |